# Еребру (лен)

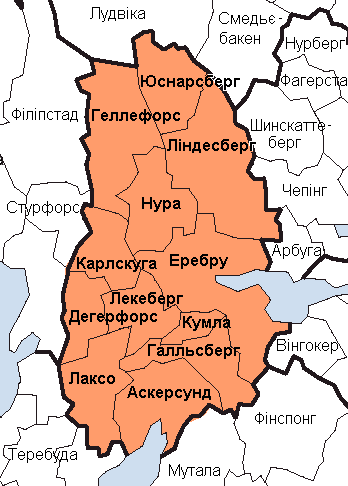
Комуни лену Еребру

Еребру (швед. Örebro län) — лен у центральній частині Швеції. Центр — місто Еребру. Розташований у ландскапі (провінції) Нерке. Межує з ленами Седерманланд, Вестра-Йоталанд, Даларна, Вермланд, Вестманланд, Естерйотланд.
До 1779 року лен називався Нерке та Вермланд.

## Адміністративний поділ
Адміністративно лен Еребру поділяється на 12 комун:
1. Комуна Аскерсунд (Askersunds kommun)
2. Комуна Галльсберг (Hallsbergs kommun)
3. Комуна Геллефорс (Hällefors kommun)
4. Комуна Дегерфорс (Degerfors kommun)
5. Комуна Еребру (Örebro kommun)
6. Комуна Карлскуга (Karlskoga kommun)
7. Комуна Кумла (Kumla kommun)
8. Комуна Лаксо (Laxå kommun)
9. Комуна Лекеберг (Lekebergs kommun)
10. Комуна Ліндесберг (Lindesbergs kommun)
11. Комуна Нура (Nora kommun)
12. Комуна Юснарсберг (Ljusnarsbergs kommun)